# Soignébougou
Soignébougou est une commune du Mali, dans le cercle et la région de Ségou.

## Villages et quartiers
La commune s'étend sur 8 localités relevées lors du recensement général de 2009. 
Les villages les plus peuplés sont :
- Soignébougou (776 habitants) ;
- Moribougou (570 habitants).